# KW-85
KW-85 – radziecki czołg ciężki okresu II wojny światowej.

## Historia
Czołg KW-85 powstał jako ostatnia wersja produkcyjna radzieckich czołgów ciężkich serii KW (Kliment Woroszyłow). W 1943 roku czołgi KW w "szybkiej" wersji KW-1s osiągnęły już zadowalający stopień sprawności mechanicznej, wiążący się między innymi z zastosowaniem nowo opracowanej skrzyni przekładniowej i przekonstruowanego sprzęgła głównego, co radykalnie zwiększyło możliwości trakcyjne czołgu i zmniejszyło usterkowość. Jednakże ich armata kalibru 76,2 mm była już wówczas uzbrojeniem zdecydowanie niewystarczającym do zwalczania nowych czołgów niemieckich Panther i Tiger.
Pierwszy projekt zastosowania silniejszego uzbrojenia na czołgach KW pochodził już z grudnia 1941 – opracowano wówczas przezbrojenie czołgu KW-1 w zmodyfikowaną armatę przeciwlotniczą 85 mm wz. 1939 (52K). Projekt ten o fabrycznym oznaczeniu U-12 nie został jednak zrealizowany. Prototyp kolejnej wersji powstał w drugiej połowie 1943, był to czołg KW-1S uzbrojony w nową armatę 85 mm S-31 konstrukcji W. Grabina, zamontowaną w oryginalnej, niepowiększonej wieży. Z powodu trudności w obsłudze armaty przez dwuosobową obsadę ciasnej wieży, projekt zarzucono.
W 1943 w opracowaniu znajdowała się już nowa seria radzieckich czołgów ciężkich IS (Iosif Stalin). Zanim jednak czołg IS-1 był w pełni gotowy do produkcji, opracowana była już dla niego wieża z nową armatą 85 mm D-5T. Postanowiono w oczekiwaniu na nowy model podjąć produkcję przejściowych czołgów KW, wyposażonych w nową, gotową już wieżę.
Nową wersję czołgu, nazwaną KW-85, oparto na kadłubie czołgu KW-1S, z nieco poszerzonym przedziałem bojowym w celu zamontowania większej wieży. Nieco zmieniono rozkład opancerzenia czołgu. Zmniejszono liczbę członków załogi, rezygnując z przedniego strzelca-radiotelegrafisty, a wolne miejsce wykorzystano na część zapasu amunicji. Przedni karabin maszynowy zamontowano jako nieruchomy, odpalany przez kierowcę. Wieża była nowa, uzbrojona w armatę czołgową D-5T konstrukcji F. Pietrowa, opracowaną na bazie wcześniejszej armaty D-5S w wariancie dla dział samobieżnych SU-85. Taka sama armata montowana była w pierwszej serii czołgów średnich T-34-85.
4 września 1943 czołg KW-85 przyjęto do uzbrojenia i produkcji na niewielką skalę. Ponieważ czołg ten traktowany był jako model przejściowy, do wprowadzenia czołgów IS-1, wyprodukowano jedynie 148 czołgów KW-85, które wzięły następnie udział w walkach.
Projektowano jeszcze dalsze rozwinięcie tej konstrukcji, w postaci czołgu uzbrojonego w armatę 100 mm S-34, a następnie czołgu KW-122 z armatą 122 mm D-25T w wieży czołgu IS-2, jednakże po zbudowaniu prototypów prace nad nimi zarzucono z uwagi na wprowadzenie nowego czołgu IS-2. Według jednak niektórych źródeł, kilkanaście czołgów KW przebudowano w warsztatach polowych, montując na nich wieże uszkodzonych czołgów IS-2 z armatą 122 mm.

## Opis
Czołg konstrukcji klasycznej: z przodu kadłuba przedział kierowania, w środku przedział bojowy, z tyłu przedział silnikowy i za nim transmisyjny. Nad przedziałem bojowym obrotowa wieża. Kadłub spawany z pancernych płyt walcowanych i giętych, wieża spawana z płyt walcowanych elementów odlewanych.
Załoga: 4 ludzi (kierowca w przedziale kierowania, dowódca, celowniczy i działonowy w wieży).
Przyrządy celownicze i obserwacyjne: celownik teleskopowy 10T-15, 1 celownik peryskopowy PT-4-15, peryskopy i szczeliny obserwacyjne. Radiostacja 9R lub 10R obsługiwana przez dowódcę, telefon wewnętrzny TPU-3bis-F.
Silnik Diesla W-2K, widlasty, 12 cylindrowy, o mocy nominalnej 550 KM, maksymalnej 600 KM, chłodzony cieczą. Skrzynia biegów mechaniczna: 4 biegi do przodu i 1 do tyłu z demultiplikatorem (razem 8 biegów do przodu i 2 do tyłu). Sprzęgła boczne, planetarne przekładnie boczne, zębate koła napędowe z tyłu kadłuba. Zawieszenie czołgu: sześć podwójnych kół jezdnych po każdej stronie, zawieszonych na wahaczach wleczonych, amortyzowanych wałkami skrętnymi. Koła napinające z przodu kadłuba. Po każdej stronie 3 koła podtrzymujące gąsienice. Metalowe gąsienice szerokości 650 mm.
Uzbrojenie: armata czołgowa D-5T. Długość lufy 52 kalibry, półautomatyczny pionowy zamek klinowy. Kąt ostrzału w płaszczyźnie poziomej 360°, w płaszczyźnie pionowej -5° do +25°. Prędkość początkowa pocisku przeciwpancernego 792 m/s. Strzelała pociskami przeciwpancernymi o masie 9,2 kg i odłamkowo-burzącymi o masie 9,5 kg. Donośność – 3800 m, maksymalna 13 600 m.
Dodatkowe uzbrojenie: 3 karabiny maszynowe DT kaliber 7,62 mm: jeden sprzężony z armatą, jeden nieruchomy w przedniej płycie kadłuba po prawej stronie, obsługiwany przez kierowcę i jeden ruchomy w tylnej ścianie wieży. Zapas amunicji: 70 nabojów do działa i 3276 nabojów do km.